# Stazione di ricerca Troll
La stazione di ricerca Troll (in norvegese Forskningsstasjon Troll) è una base antartica permanente norvegese localizzata nella costa della principessa Martha (terra della regina Maud) gestita dall'Istituto polare norvegese.

## Ubicazione
Localizzata ad una latitudine di 72°00' sud e ad una longitudine di 02°32' est in una zona libera dai ghiacci  (nota come Jutulsessen Nunatak) e molto vicina alle barriere perimetrali, la struttura venne costruita durante la prima spedizione antartica norvegese del 1989-90 ed utilizzata come base estiva sino al 2005, anno in cui furono inaugurati ulteriori edifici per rendere la stazione abitabile tutto l'anno alla presenza della regina Sonja di Norvegia.
Sempre nel 2005 venne realizzata una pista di atterraggio nei pressi della base al fine di migliorarne le capacità logistiche.
Sulla base il sole non tramonta mai per quasi tre mesi all'anno, indicativamente dal 9 novembre al 1º febbraio di ogni anno; leggermente più breve è il periodo in cui resta sempre al di sotto dell'orizzonte, all'incirca tra il 14 maggio e il 28 luglio, ma trovandosi Troll a meno di sei gradi di latitudine dal circolo polare antartico, non si verifica mai completamente il fenomeno della notte polare, anche se in giugno è presente soltanto un breve intervallo di debole luce crepuscolare intorno a mezzogiorno.

## Attività
Gli scienziati presenti nella base svolgono studi di monitoraggio ambientale, cartografia, glaciologia (marina e terrestre), biologia (marina e terrestre) e misurazione delle maree. È inoltre presente una stazione meteorologica.